# 뮤직팜의 음반
이 부분의 문서는 뮤직팜에서 발매한 음반 목록이다.

## 2000년대
- 2002년 7월 10일 체리필터 - Bewitch[1]
- 2002년 8월 13일 체리필터 - Made in Korea?
- 2003년 5월 12일 김진표 - JP4
- 2003년 5월 13일 이적 - 2적
- 2003년 9월 4일 체리필터 - Third Eye
- 2004년 1월 1일 체리필터 - [Digital Single] 사노라면
- 2004년 5월 24일 김진표 - Remastering All About JP
- 2005년 12월 8일 패닉 - Panic 04
- 2006년 7월 7일 체리필터 - Peace N'Rock N'Roll
- 2006년 10월 23일 김진표 - [Digital Single] 사랑 따위
- 2007년 4월 19일 이적 - 나무로 만든 노래
- 2007년 8월 30일 김진표 - [Digital Single] Lisa Duet Single No.2[2]
- 2007년 9월 17일 체리필터 - Rewind
- 2008년 1월 24일 김동률 - Monologue
- 2008년 2월 28일 이적 - [Digital Single] 태안프로젝트그룹[3]
- 2008년 5월 29일 김진표 - Galanty Show
- 2008년 7월 23일 체리필터 - [Digital Single] Rolling Heart (부제:게임 지그재그 OST)[4]
- 2008년 7월 25일 체리필터 - [Digital Single] Orange Road (부제:게임 원더킹 OST)
- 2009년 3월 16일 조원선 - Swallow
- 2009년 5월 15일 김진표 - [Digital Single] Color Of City (Pink)[5]
- 2009년 5월 18일 김동률 - KIMDONGRYUL 2008 CONCERT,'Monologue'
- 2009년 8월 27일 체리필터 - Rocksteric
- 2009년 12월 17일 김진표 - Romantic 겨울

## 2010년대
- 2010년 1월 12일 체리필터 - 미세스타운 (남편이 죽었다) OST Part.2
- 2010년 5월 18일 베란다 프로젝트 - Day Off
- 2010년 7월 14일 체리필터 - [Digital Single] WM7
- 2010년 9월 10일 이적 - [Digital Single] 빨래
- 2010년 9월 30일 이적 - 사랑
- 2010년 12월 17일 존박 - [Digital Single] I`m Your Man
- 2011년 1월 3일 존박 - `My Best`영화 글러브 OST[6]
- 2011년 5월 17일 정순용 - Journey
- 2011년 8월 25일 이상순 - [Digital Single] 또 왜 그래[7]
- 2011년 9월 30일 이적 - 하이킥:짧은 다리의 역습 OST
- 2011년 11월 15일 김동률 - KimdongrYULE
- 2012년 2월 22일 존박 - Knock
- 2012년 3월 2일 이적 - 하이킥 : 짧은 다리의 역습 OST
- 2012년 3월 8일 존박 - [Digital Single] 송혜교 DEBUT
- 2012년 10월 22일 존박 - [Digital Single] 철부지[8]
- 2013년 7월 3일 존박 - Inner Child
- 2013년 10월 8일 존박 - 매지컬탑팀 OST Part.1
- 2013년 11월 15일 이적 - 고독의 의미
- 2014년 3월 11일 이적 - [Digital Single] 강승원 1집 만들기 프로젝트 Part.1:40 Something[9]
- 2014년 4월 4일 존박 - [Digital Single] 강승원 1집 만들기 프로젝트 Part.1:술
- 2014년 6월 11일 체리필터 - [Digital Single] 안드로메다
- 2014년 9월 12일 존박 - [Digital Single] U
- 2014년 10월 1일 김동률 - 동행
- 2014년 12월 30일 곽진언 - 국제시장 OST[10]
- 2015년 2월 25일 곽진언 - [Digital Single] 뭐라고[11]
- 2015년 8월 6일 김동률 - KIMDONGRYUL LIVE 2012 감사/2014 동행
- 2015년 11월 7일 이적 - 응답하라 1988 OST Part.2
- 2016년 5월 10일 곽진언 - 나랑 갈래
- 2016년 7월 15일 존박 - [Digital Single] 네 생각
- 2016년 10월 4일 이적 - 구르미 그린 달빛 OST Part.10
- 2016년 11월 3일 토마스 쿡 - Thomas Cook
- 2017년 3월 6일 조유진 - 완벽한 아내 OST Part.1
- 2017년 5월 23일 곽진언 - 써클 OST Part.1
- 2017년 6월 14일 존 박 - [Digital Single] DND
- 2017년 10월 21일 존 박 - 더 패키지 OST Part.3
- 2017년 11월 25일 곽진언 - [Digital Single] 우리 지난날의 온도
- 2017년 11월 28일 존 박 - [Digital Single] SMILE
- 2017년 12월 14일 이적 - [Digital Single] 흔적 Part.1
- 2018년 1월 11일 김동률 - 답장
- 2018년 3월 27일 김동률 - [Digital Single] 그럴 수밖에
- 2018년 5월 17일 곽진언 - [Digital Single] 함께 걷는 길
- 2018년 7월 27일 존 박 - [Digital Single] Understand
- 2018년 8월 16일 존 박 - 아는 와이프 OST Part.2
- 2018년 9월 11일 김동률 - [Digital Single] 노래
- 2018년 11월 16일 곽진언 - [Digital Single] 자유롭게
- 2018년 12월 7일 김동률 - [Digital Single] 동화
- 2019년 3월 2일 존 박 - 바벨 OST Part.4
- 2019년 3월 22일 이적 - [Digital Single] 흔적 Part.2
- 2019년 5월 13일 존 박 - [Digital Single] A Whole New World (From `Aladdin`)[12]
- 2019년 5월 30일 곽진언 - [Digital Single] 너의 모습
- 2019년 6월 17일 존 박 - [Digital Single] 잡아[13]
- 2019년 8월 20일 김동률 - [Digital Single] 여름의 끝자락
- 2019년 10월 3일 존박 - 동백꽃 필 무렵 OST Part.1

## 2020년대
- 2020년 2월 24일 곽진언 - 날씨가 좋으면 찾아가겠어요 OST Part.1
- 2020년 3월 4일 존 박 - [Digital Single] 3월 같은 너
- 2020년 3월 16일 토마스 쿡 - [Digital Single] 방-방 프로젝트 (Room-Room Project)[14]
- 2020년 4월 4일 이적 - [Digital Single] 놀면 뭐하니? 방구석 콘서트[15]
- 2020년 4월 17일 곽진언 - 슬기로운 의사생활 OST Part.6
- 2020년 4월 30일 존 박 - [Digital Single] 비행중 (수신끔)[16]
- 2020년 6월 21일 이적 - [Digital Single] 당연한 것들
- 2020년 6월 25일 곽진언 - 남과 여 OST Part.2
- 2020년 7월 19일 김필 - 사이코지만 괜찮아 OST Part.5
- 2020년 9월 30일 김동률 - KIMDONGRYUL LIVE 2019 오래된 노래
- 2020년 11월 11일 이적 - Trace
- 2020년 12월 26일 이적 - [Digital Single] [Vol.79] 유희열의 스케치북 : 쉰 번째 목소리 '유스케 X 이적, 유희열, 윤종신, 10cm, 잔나비, 마마무, 정승환'[17]
- 2021년 1월 8일 존 박 - 도시남녀의 사랑법 OST Part.2
- 2021년 1월 12일 이적 - [Digital Single] 쉼표 (From `소울`)[18]
- 2021년 1월 21일 이적 - 허쉬 OST Part.4
- 2021년 2월 28일 이른 - [Digital Single] 아는 척
- 2021년 4월 23일 곽진언 - 모범택시 OST Part.2
- 2021년 4월 25일 존 박 - 빈센조 OST Part.6
- 2021년 5월 3일 존 박 - [Digital Single] Daydreamer
- 2021년 5월 11일 곽진언 - 오월의 청춘 OST Part.3
- 2021년 6월 18일 곽진언 - [Digital Single] 바라본다면
- 2021년 7월 1일 곽진언 - 월간집 OST Part.3
- 2021년 7월 8일 존 박 - 월간집 OST Part.4
- 2021년 7월 12일 존 박 - Outbox
- 2021년 9월 3일 존 박 - [Digital Single] 비긴어게인 오픈마이크 Episode.20[19]
- 2021년 9월 18일 존 박 - 유미의 세포들 OST Part.2
- 2021년 10월 29일 존 박 - [Digital Single] 제자리
- 2021년 12월 9일 존 박 - [Digital Single] 밤새 서로 미루다[20]
- 2022년 3월 13일 존 박 - 기상청 사람들 : 사내연애 잔혹사 편 OST Part.5
- 2022년 4월 4일 곽진언 - 정릉
- 2022년 5월 8일 곽진언 - 나의 해방일지 OST Part.9[21]
- 2022년 5월 13일 이적 - 장미맨션 OST Part.1
- 2022년 12월 8일 존 박 - [Digital Single] Love Again
- 2023년 1월 29일 이적 - 일타 스캔들 OST Part.3
- 2023년 5월 11일 김동률 - [Digital Single] 황금가면
- 2023년 6월 2일 이적 - 낭만닥터 김사부 3 OST Part.6
- 2023년 11월 29일 김동률 - [Digital Single] 옛 얘기지만
- 2024년 1월 25일 곽진언 - 소품집 (Studio Live)
- 2024년 5월 26일 곽진언 - 엄마, 단둘이 여행 갈래? OST
- 2024년 8월 8일 존 박 - [Digital Single] Vista
- 2024년 9월 27일 이적 - [Digital Single] 술이 싫다
- 2024년 10월 9일 존 박 - [Digital Single] BLUFF
- 2024년 10월 27일 김동률 - [Digital Single] 산책
- 2024년 10월 30일 존 박 - PSST!